# Taylor Creek
Taylor Creek é uma Região censo-designada localizada no estado americano de Flórida, no Condado de Okeechobee.

## Demografia
Segundo o censo americano de 2000, a sua população era de 4289 habitantes.

## Geografia
De acordo com o United States Census Bureau tem uma área de
10,8 km², dos quais 10,4 km² cobertos por terra e 0,4 km² cobertos por água.

## Localidades na vizinhança
O diagrama seguinte representa as localidades num raio de 48 km ao redor de Taylor Creek.